# Haliplus immaculicollis
Haliplus immaculicollis är en skalbaggsart som beskrevs av Harris 1828. Haliplus immaculicollis ingår i släktet Haliplus och familjen vattentrampare. Inga underarter finns listade i Catalogue of Life.